# نادر علي شاه
سيد نادر علي شاه (1897-8 أكتوبر 1974) (بالسندية: سيد نادر علي شاهه، الأردية: سید نادر علی شاہ) المعروف شعبياً باسم مرشد نادر علي شاه كان شيخاً صوفياً من طريقة القلندرية الصوفية وهو داعية مسلم زاهد وصوفي وفاعل خير وإنساني.

ولد في قنداف في ما يُعرف اليوم شمال شرق باكستان وانتهى به المطاف في الاستقرار في سيهون، السند. كان سليلاً روحاني للشيخ الصوفي الشهير عثمان المروندي في سيهون يعتمد إرث نادر علي شاه في المقام الأول على كونه أحد أبرز الشخصيات بين الطريقة الصوفية في قلندرية والمعروف بوعظه الإسلامي وتصوفه وزهده.  بالإضافة إلى ذلك يُعتقد أنه قدم مساهمات كبيرة في تعزيز رفاهية الإنسان والارتقاء الاجتماعي للمحرومين وهي تعاليم أساسية لطريقة قلندرية الصوفية للإسلام  كما شغل منصب وصي ضريح الولي الصوفي عبد الله شاه غازي في كراتشي.